# Couronne (линейный корабль, 1636)
Couronne (рус. «Корона») — первый парусный линейный корабль французского флота.

## История строительства
Корабль был заложен на верфи Ла-Роше Бернар в 1629 гг. по личной инициативе и при непосредственном участии кардинала Ришельё. Спущен в 1632/1633 гг. (по другим данным — в 1636 г.). Строил корабль корабельный мастер Шарль Мориенн из Дьепа.

## Конструкция
Двухдечный трёхмачтовый парусный линейный корабль
Шпунтовый пояс был из бука, остальная обшивка из дуба. На концах планок обшивки ставили 2 толстых железных болта, проходивших через шпангоуты, с подложенными под головку круглыми шайбами.
Бархоуты представляли собой брусья, установленные сверху на обшивку и закреплённые железными болтами к шпангоутам.
Пушечные порты на «Couronne» были удалены друг о друга на 3,57 м. Они были 1 м шириной и закрывались сверху, как было принято в Англии и Голландии (в Испании, напротив, сбоку).
В корме внизу находилась камера для сухарей, обшитая буком и с проконопаченными стыками. Из-за острых обводов в корме вода туда не попадала; для этого должно было бы быть больше чем 3 фута воды в трюме. Ниже этой камеры находился обитый провосченной парусиной пороховой погреб. Он имел два больших люка — в трюм и к Св. Варваре. Над камерой находилась каюта констебля, или Св. Варвара, где хранилось ручное оружие и заряды к нему; она была также кладовой для канониров, там проходил румпель и стояли кормовые орудия. На третьей палубе — полупалубе соответственно — находилась каюта капитана и перед ней кают-компания, там же находился рулевой. По бортам корабля размещались каюты сержантов. Впереди находился нактоуз с 3 или 4 нишами для компасов, лампы и песочных часов. На корабле было 8 компасов и 24 песочных часов, из них, соответственно, по одному на 3 и 4 часа, остальные на полчаса и на минуту.
Палубой выше располагалось помещение для судового мастера и штурманов. Трап вёл вниз к каюте капитана, помещении размером 30 на 26 французских футов (9,75 на 8,45 м.). Второй каютой пользовался капитан корабля, если его каюта была занята адмиралом. Вокруг каюты шла кормовая галерея, стороны которой назывались галионами. По углам галереи на Couronne были художественно вырезанные и раскрашенные павильоны или кабинеты. Галереи корабля могли поместить от 100 до 150 человек. Над кормовой галереей находился транец с изображением покровителя корабля. Так же, согласно инструкции, там находились гербы короля и адмирала. На самом верху находилась платформа с поручнями. Там располагались вахтенные кормовых фонарей. На Couronne было 3 кормовых фонаря из позолоченной меди со слюдой вместо стекла.
Couronne была богато укращена цветными и позолоченными орнаментами, как то было положено королевскому кораблю. Согласно старым картинам, изображающим французские корабли того времени, бархоуты на Couronne должны были быть чёрного цвета, а обшивка между ними, а также между портами цвета охры.
Палуба гальюна, разновидность имитации «тарана» на галерах и шебеках, поддерживалась снизу под клюзами двумя кницами и сверху двумя другими изогнутыми частями, которые назывались «Herpez» или ригели гальюна, которые простирались от бака до конца княвдигеда. Шпангоуты ригелей и сами ригели образовывали здесь пространство, способное уместить много людей. Здесь стиралось бельё, исполнялась нужда и при хорошей погоде иногда, в качестве наказания, привязывался провинившийся.
Палуба гальюна Couronne имела 47 футов (15,27 м) в длину. Таким образом, корпус корабля  вместе с гальюном имел 63,34 м в длину. Длина киля равнялась 38,91 м. На Couronne, как и на прочих больших французских кораблях имелось помещение — «львиная яма» — между фок-мачтой и битенгом, где жили помощники боцманов и где хранились блоки и канаты. Внизу под палубой находились 3 камбуза — для капитана, для командира пехоты и для солдат и матросов — все из древесины, обитые белой жестью и выложенные огнеупорными кирпичами. Наряду с камбузами были 2 прекрасных хлебных печи, место для баранов, индюков (более 500 птиц), черепах и другой свежей пищи.
Хотя ко времени постройки «Couronne» ни водоизмещение, ни остойчивость не рассчитывались, по современным данным о размерениях и объёме трюма корабля можно судить по следующим расчётам. Водоизмещение между нижней кромкой шпунта на киле и ватерлинией 2181,4 т, водоизмещение носовой части судна 1146,87 т, водоизмещение кормовой части 1034,55 т, разница 112,32 т; коэффициент полноты водоизмещения 0,590, площади ватерлинии 0,859, плоскости мидель-шпангоута 0,829; площадь ватерлинии 740 м², площадь погруженной части мидельшпангоута 60,4 м²; расстояние от центра тяжести до WL 1,998 м, высота метацентра над центром тяжести 3,200 м. Расчёт сделан для размеров по шпангоутам; если учитывать обшивку толщиной в среднем 0,30 м, то водоизмещение составит 2460 т, и метацентр будет несколько выше из-за большей ширины. Верхний край гакаборта возвышался на 24 м над килем и на 18,50 м над водой, кормовой подзор, напротив, только на 9 м и планшир на миделе на 6,50 м.
Корабль был вооружён 68/72 пушками калибра до 48 фунтов. 8 корабельных пушек располагались на гондеке в корме корабля.

## Служба
Корабль выбыл из списков флота в 1641 году, разобран в 1643—1645 годах.